# Frank Chamizo
Frank Chamizo Marquez (* 10. července 1992 Matanzas) je původem kubánský zápasník–volnostylař, který od roku 2015 reprezentuje Itálii.

## Sportovní kariéra
Zápasení se věnoval po vzoru svého otce Pavla, bývalého reprezentanta Kuby z osmdesátých let dvacátého století. Jeho otec z Kuby emigrovali v roce 1994 a tak vyrůstal s matkou a babičkou ve skromných poměrech. Přes sportovní školu EIDE v rodném Matanzasu se v 17 letech dostal do Havany. Ve sportovním středisku CEAR Cerro Pelado (Centro de Entrenamiento de Alto Rendimiento) se připravoval pod vedením Vladimira Gonzáleza.
V kubánské mužské volnostylařské reprezentaci se prosadil v roce 2010 v 18 letech ve váze do 55 kg. V říjnu 2011 však na panamerické hrách Guadalajaře neprošel vážením a za nedisciplinovanost byl na dva roky vyřazen z kubánské reprezentace. Přišel tím o možnost kvalifikovat se na olympijské hry v Londýně. Již dříve se na jednom z tréninkových kempů seznámil s italskou zápasnicí Dalmou Canevaovou. Po sňatku s Canevaovou se usadil v jejím rodném městě Janově, kde se připravoval v klubu Mandraccio pod vedením tchána Lucia Canevy. Italské občanství obdržel zároveň se sňatkem v roce 2013, ale Itálii mohl reprezentovat teprve po dvou letech od roku 2015. Italové mu z Kuby přivedli i trenéra Filiberta Delgada pod jehož vedením se prvním místem na mistrovství světa v Las Vegas kvalifikoval na olympijské hry v Riu ve váze do 65 kg. V Riu ho olympijský los jako úřadujícího mistra světa od úvodního kola nešetřil. Ve čtvrtfinále otočil bodové skóre s Gruzínem Ijakobem Makarašvilim ze stavu 0:3 až v závěrečné půl minutě na 4:3. V semifinále s Ázerbájdžáncem Togrulem Asgarovem vstupoval do poslední minuty za stavu 4:4 na technické body. Dvacet sekund před koncem chyboval a nechal se Asgarovem podběhnout za dva technické body. V závěrečných sekundách byl blízko vyrovnání, ale bodovanou akci provedl až po uplynutí šestiminutové hrací doby a prohrál 4:6 (po neuzvaném protestu 4:7) na technické body. V souboji o třetí místo s Američanem Frankem Molinarem prohrál úvodní poločas 1:2 na technické body. Minutu před koncem se však po útoku na nohy dostal do vedení 4:2 a vítězstvím 5:3 na technické body získal bronzovou olympijskou medaili.
Od roku 2018 startuje ve váze do 74 kg. Připravuje se střídavě nedaleko Říma v Ostii a v Machačkale pod vedením svého osobního dagestánského trenéra Gajdara Gajdarova.

## Výsledky
| Olympijské hry          |     |     | — |   |   |    | 3. |    |    |    |  |  |  |  |  |  |  |  |  |  |  |  |  |  |  |  |
| Mistrovství světa       | 3.  | úč. |   | — | — | 1. |    | 1. | 5. | 2. |  |  |  |  |  |  |  |  |  |  |  |  |  |  |  |  |
| Evropské hry            |     |     |   |   |   | 2. |    |    |    | —  |  |  |  |  |  |  |  |  |  |  |  |  |  |  |  |  |
| Mistrovství Evropy      |     |     |   | — | — | 2. | 1. | 1. | 3. | 1. |  |  |  |  |  |  |  |  |  |  |  |  |  |  |  |  |
| Panamerické hry         |     | DNS |   |   |   |    |    |    |    |    |  |  |  |  |  |  |  |  |  |  |  |  |  |  |  |  |
| Panamerické mistrovství | 1.  | —   | — |   |   |    |    |    |    |    |  |  |  |  |  |  |  |  |  |  |  |  |  |  |  |  |
| ME do 24 let            |     |     |   |   |   | 1. |    |    |    |    |  |  |  |  |  |  |  |  |  |  |  |  |  |  |  |  |
| MS juniorů              | úč. | —   | — |   |   |    |    |    |    |    |  |  |  |  |  |  |  |  |  |  |  |  |  |  |  |  |